# Thuja occidentalis 'Tiny Tim'
Thuja occidentalis 'Tiny Tim' — карликовый сорт туи западной (Thuja occidentalis).
Используется как декоративный вечнозелёный кустарник.

## Характеристика сорта
Карликовый сорт.
Форма кроны округлая. Высота 0,5—1 м, ширина 1—1,5 м. В 10 лет высота растений этого сорта около 30 см, ширина 40 см. Побеги короткие и густые, верхняя и нижняя стороны сильно различаются.
Кора красноватая или серовато-коричневая, отслаивающаяся.
Листья чешуевидные, тёмно-зелёные летом, зимой с бронзовым оттенком. Латериальные листья с выпуклой спинкой, прямой тупой верхушкой, прямым или s-образно изогнутым краем. Фациальные листья с тупой, реже заострённой верхушкой и желёзкой, смещённой ближе к концу листа. Устьичные полоски в виде желтоватых полос и треугольников. Чётковидных побегов нет.

## В культуре
Образует семена. Растёт медленно. Светолюбивый сорт. К почвам не требовательна. Морозостойка.
В Ленинградской области в ранневесенний период хвоя незначительно повреждается солнечным ожогом.
Зоны морозостойкости (USDA-зоны): от 2b до более тёплых.